# EMG (Unternehmen)

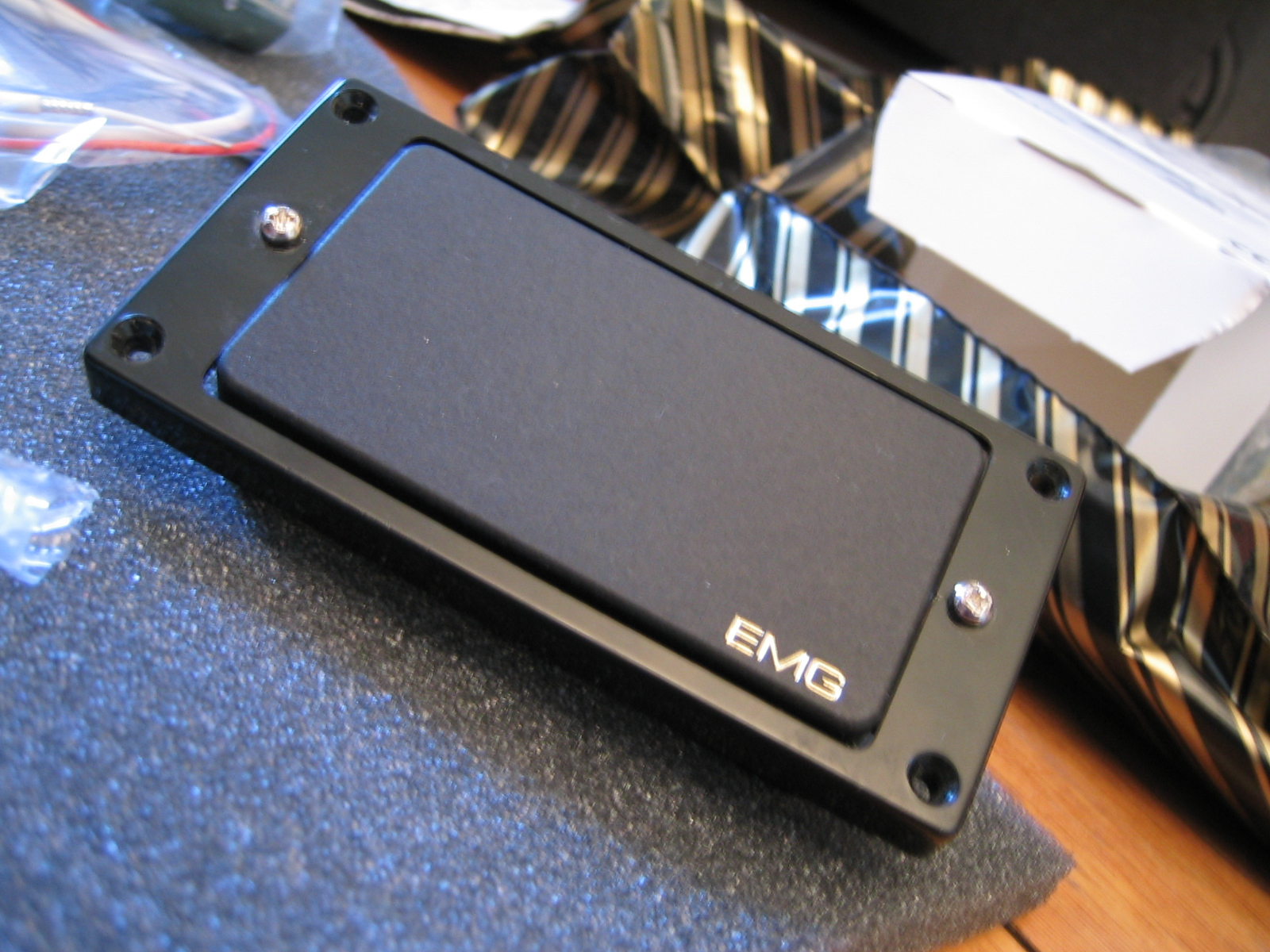
Tonabnehmermodell EMG 85

Die EMG, Inc. ist ein US-amerikanisches Unternehmen mit Sitz in Santa Rosa (Kalifornien), das Tonabnehmer für E-Gitarren und E-Bässe herstellt.
Ursprünglich hieß das Unternehmen Dirtywork Studios und wurde 1978 in Overlend umbenannt. Der aktuelle Name stammt aus dem Jahr 1983. Die Abkürzung EMG leitet sich von Electro-Magnetic Generator ab – die Produkte trugen durchweg diese Bezeichnung.

## Überblick
EMG Pickups werden ab Werk von verschiedenen Herstellern verbaut, wie z. B. B.C. Rich, ESP, Jackson, Ibanez und vielen mehr. Aktive EMG-Tonabnehmer haben einen höheren Output als vergleichbare passive Pickups, da sie einen eingebauten Vorverstärker besitzen. Dies hat sie bei vielen Metal- und Rock-Gitarristen beliebt gemacht, da sie somit den Verstärkereingang weitaus mehr übersteuern als ein schwächerer Tonabnehmer.
EMG produziert neben den Tonabnehmern verschiedene Accessoires für Gitarren und Bässe, hauptsächlich zur Veränderung der Equalizer-Einstellungen der Instrumente, welche hauptsächlich zur Verwendung mit den hauseigenen Tonabnehmern zugeschnitten sind. Schecter versieht beispielsweise nahezu alle Bässe mit einer kompletten EMG-Elektronik.

## Produktpalette
EMG vertreibt zwei verschiedene Produktlinien. Die Standard Series besteht, abgesehen von den HZ-Modellen, aus aktiven Pickups. Neu hinzugekommen ist  die "X-Serie", eine Weiterentwicklung der bekannten Tonabnehmer. 
Humbucker
- EMG 81(X)
- EMG 85(X)
- EMG 60(X)
- EMG 89 (Tonabnehmer bestehend aus Humbucker und Singlecoil)

etc.
Singlecoils
- EMG SA(X)
- EMG S(X)
- EMG SV
- EMG SAV

Ebenso sind P90-Austauschtonabnehmer, Modelle für 7-/8-Saiter und vieles mehr im Programm.
Die günstige Linie nennt sich Select Series (auch als „Designed by EMG“ bekannt), welche für Einsteigergitarren produziert wird. Sie sind an die bekannten Modelle angelehnt, jedoch günstiger und mit qualitativ schlechteren Materialien hergestellt.